# Alix Poisson

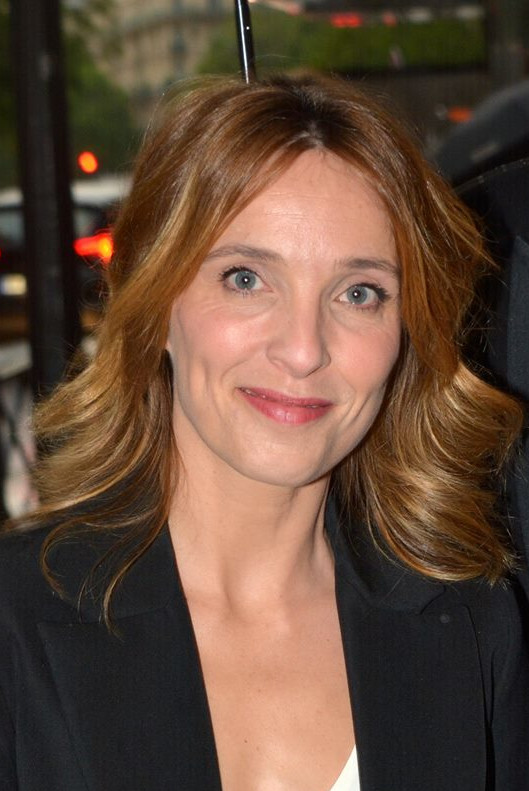
Alix Poisson (2018)

Alix Poisson (* 27. November 1979 in Paris) ist eine französische Schauspielerin.

## Leben und Wirken
Alix Poisson wuchs im Pariser Vorort Sartrouville als Tochter eines Tierarztes und einer Professorin für Literatur auf. Nach ihrem Abitur im Jahr 1997 begann sie ein Studium der Literaturwissenschaften, das sie 2003 erfolgreich mit dem Masterabschluss beendete.
Im Jahr 2004 begann Poisson eine Schauspielausbildung am Conservatoire national supérieur d’art dramatique in Paris. Seit 2006 stand sie in mehr als 30 Film-und-Fernsehproduktionen als Schauspielerin vor der Kamera. Sie spielte Rollen im ernsteren sowie auch im komödiantischen Fach. Besonders bekannt wurde Poisson in Frankreich im Jahr 2013 durch ihre Hauptrolle in der Comedy-Serie Parents Mode Emploi. Poisson ist auch eine gefragte Theaterschauspielerin, so stand sie unter anderem in Stücken wie Ein Sommernachtstraum oder Viel Lärm um nichts von William Shakespeare auf der Bühne.
Alix Poisson hat einen Sohn.

## Filmografie (Auswahl)
Filme
- 2006: Des gens dans mon lit
- 2009: Pina Colada
- 2013: Mr. Morgan’s Last Love
- 2015: Tout pour être heureux
- 2017: Nos enfants
- 2018: Budapest
- 2020: Parents d’élèves
- 2022: 1432

Serien
- 2012: Antigone 34
- 2012: Les Revenants
- 2013–2018: Parents mode d’emploi
- 2014: 3 x Manon
- 2015: Disparue
- 2019: Laëtitia
- 2021: Germinal
- 2023: Les Randonneuses